# Campeones Cup 2021
La Campeones Cup 2021 est la troisième édition de la Campeones Cup. Le match oppose le Crew de Columbus, vainqueur de la coupe de la Major League Soccer 2020 au Cruz Azul, vainqueur de la supercoupe du Mexique 2021 (en). La rencontre se déroule le 29 septembre 2021 au Lower.com Field à Columbus, aux États-Unis,,.
La compétition est remportée par le Crew de Columbus, qui s'impose face au Cruz Azul par deux buts à zéro,. L'Argentin Lucas Zelarayán est élu homme du match. Le Crew remporte son premier trophée international.

## Match

### Feuille de match
Les règles du match sont les suivantes : la durée de la rencontre est de 90 minutes puis en cas de match nul, une séance de tirs au but est réalisée pour départager les équipes. Cinq remplacements sont autorisés pour chaque équipe.
| Finale                                 | Crew de Columbus                        | 2 - 0   | Cruz Azul | Lower.com Field, Columbus                                                           |                                                                                     |
| 29 septembre 2021 20h00 (heure locale) | Angulo 4e (csc)( Valenzuela) Mensah 74e | (1 - 0) |           | Spectateurs : 18 026 Diffuseur : ESPN2, Univision et TUDN Arbitrage : Oshane Nation | Spectateurs : 18 026 Diffuseur : ESPN2, Univision et TUDN Arbitrage : Oshane Nation |
| 29 septembre 2021 20h00 (heure locale) | Rapport                                 |         |           | Spectateurs : 18 026 Diffuseur : ESPN2, Univision et TUDN Arbitrage : Oshane Nation | Spectateurs : 18 026 Diffuseur : ESPN2, Univision et TUDN Arbitrage : Oshane Nation |

| Columbus Crew | Cruz Azul |

| Crew de Columbus : |    |                         |     |     |
|                    |    |                         |     |     |
| Gardien de but     | 24 | Evan Bush               |     |     |
|                    | 31 | Steven Moreira          |     | 58e |
|                    | 04 | Jonathan Mensah         |     |     |
|                    | 03 | Josh Williams           |     |     |
|                    | 30 | Aboubacar Keita (en)    |     |     |
|                    | 07 | Pedro Santos            |     |     |
|                    | 22 | Derrick Etienne         |     | 58e |
|                    | 06 | Darlington Nagbe        |     | 78e |
|                    | 18 | Liam Fraser             |     |     |
|                    | 10 | Lucas Zelarayán         |     | 78e |
|                    | 27 | Miguel Berry (en)       |     | 64e |
| Remplaçants :      |    |                         |     |     |
|                    | 25 | Harrison Afful          |     | 58e |
|                    | 19 | Milton Valenzuela       |     | 58e |
|                    | 12 | Luis Díaz               | 66e | 64e |
|                    | 99 | Bradley Wright-Phillips |     | 78e |
|                    | 17 | Marlon Hairston         |     | 78e |
| Entraîneur :       |    |                         |     |     |
| Caleb Porter       |    |                         |     |     |

| Cruz Azul :    |    |                          |       |     |
|                |    |                          |       |     |
| Gardien de but | 01 | Jesús Corona             | 32e   |     |
|                | 23 | Pablo Aguilar            | 32e   | 46e |
|                | 07 | Luis Romo                |       |     |
|                | 04 | Julio Domínguez          | 32e   |     |
|                | 24 | Juan Escobar             | 89e   |     |
|                | 22 | Rafael Baca              | 45+1e | 46e |
|                | 19 | Yoshimar Yotún           |       | 68e |
|                | 15 | Ignacio Rivero (en)      |       | 81e |
|                | 31 | Orbelín Pineda           |       |     |
|                | 28 | Guillermo Fernández (en) | 77e   |     |
|                | 17 | Bryan Angulo             |       | 76e |
| Remplaçants :  |    |                          |       |     |
|                | 21 | Jonathan Rodríguez       |       | 46e |
|                | 29 | Santiago Giménez         |       | 46e |
|                | 25 | Roberto Alvarado         |       | 68e |
|                | 18 | Lucas Passerini (en)     |       | 76e |
|                | 10 | Rómulo Otero             |       | 81e |
| Entraîneur :   |    |                          |       |     |
| Juan Reynoso   |    |                          |       |     |

| Assistants : Ojay Duhaney Irrots Appleton Quatrième arbitre : Reon Radix Homme du match : Lucas Zelarayán |